# Піхотна дивізія «Мюнзінген»
Піхотна дивізія «Мюнзінген» (нім. Infanterie-Division Münsingen) — дивізія Вермахту, що існувала наприкінці Другої світової війни.

## Історія
Піхотна дивізія «Мюнзінген» сформована 4 липня 1944 року в ході 28-ї хвилі мобілізації на навчальному центрі Мюнзінген (нім. Truppenübungsplatz Münsingen) в 5-му військовому окрузі, як «дивізія-тінь» (нім. Schatten-Division). 1 серпня 1944 року була переформована на 543-тю гренадерську дивізію.

## Райони бойових дій
- Німеччина (липень — серпень 1944)